# Berzi Sándor (labdarúgó)
Berzi Sándor, idősebb, (Budapest, 1922. április 16. – Budapest, 1994. április 21. ) labdarúgó, sportvezető. Fia Berzi Sándor, sportvezető.

## Pályafutása

### Játékosként
1933-ban a Postás csapatában kezdte a labdarúgást. 1940-ben igazolt az Újpesthez. 1943 és 1945 között a WMFC Csepel labdarúgója volt. 1945 és 1949 között a Vasas játékosaként 78 bajnoki mérkőzésen szerepelt és két bajnoki ezüst- továbbá egy bronzérmet szerzett.

### Sportvezetőként
A SZOT Sportalosztályának vezetője és az MLSZ elnökségi tagja volt, az 1960-as évek elején pedig a Vasas SC elnöke. 1963 decemberétől a Magyar Testnevelési és Sportszövetség országos tanácsának tagja lett.

## Sikerei, díjai
- Magyar bajnokság
  - 2.: 1945–46, 1947–48
  - 3.: 1946–47